# Prix du jeune écrivain de langue française
Le Prix du jeune écrivain de langue française est un prix littéraire créé en 1984 et décerné annuellement par l’association Le Prix du Jeune Écrivain à des auteurs de nouvelles, âgés de 16 à 26 ans jamais publiés.

## Historique du Prix et de l'association
1984 – Création du Prix du Jeune Écrivain (PJE) à Muret (Haute-Garonne)
Apprenant que le prix Goncourt vient d’être attribué à Marguerite Duras (alors âgée de 70 ans) pour son roman L’Amant, et se rappelant que la volonté des Goncourt était à l’origine de soutenir les jeunes romanciers, Marc Sebbah (enseignant au lycée Pierre-de-Fermat à Toulouse, alors président de l’Union laïque de Muret) et Henri Beulay (journaliste à la Dépêche du Midi) décident de créer un prix littéraire qui soit « une incitation pour le plus grand nombre de jeunes auteurs à écrire et leur permette ainsi d’être lus et, pour les meilleurs d’entre eux, édités. » 
Dès le départ, ce nouveau prix obtient le soutien d’écrivains reconnus. José Cabanis, futur membre de l’Académie française, accepte en 1985 de faire partie du premier jury présidé par Roger Vrigny, prix Femina, éditeur et producteur de l’émission Lettres ouvertes sur France-Culture.
1991 – Création de l’association Prix du Jeune Écrivain
Le Prix du Jeune écrivain, né au sein de l’Union laïque de Muret, se constitue en 1991 en une association indépendante loi de 1901. Elle est toujours domiciliée à Muret et affiliée à la Fédération des œuvres laïques de la Haute-Garonne, aujourd’hui Ligue de l'enseignement 31.
1997 – Christiane Baroche devient présidente du jury.
La même année, à la demande des lauréats, est décidée la création d’ateliers d’écriture. Ils sont ouverts à tous, encadrés par des écrivains de renom. Ils ont lieu dans le Gers jusqu’à l’été 2010 où ils rejoignent la ville de Muret. En même temps se déroule un ensemble de spectacles de théâtre, musique et poésie gratuits organisés par le PJE en partenariat avec la ville de Muret : les Soirées des Bords de Louge.
1999 – Création du Prix du Jeune écrivain francophone (PJEF)
Grâce au soutien de l’Organisation internationale de la francophonie et à celui des services culturels des Ambassades, les informations relatives au prix peuvent enfin atteindre les jeunes du monde entier. Les candidatures en provenance de l’étranger augmentent jusqu’à presque égaler en nombre les candidatures en provenance de France. Les deux prix (PJE et PJEF) fonctionneront en parallèle jusqu’en 2007.
2000 – L’Organisation internationale de la francophonie fait appel à l’association pour l’aider à créer et gérer le premier Prix des cinq continents de la francophonie dont Jean-Marie Gustave Le Clézio est actuellement le président du jury. Cette coopération se poursuit d’année en année.
2007 – Le PJE et le PJEF fusionnent pour former le Prix du jeune écrivain de langue française (PJELF)
Sensible aux arguments développés dans le manifeste Pour une littérature-monde en français, le PJE décide de fusionner ses branches française et francophone, il est le premier prix à le faire. Il devient ainsi le Prix du jeune écrivain de Langue Française sans aucune distinction entre la France, la francophonie et le reste du monde. Il n’y a plus qu’un seul palmarès.
Cette même année, le Conseil régional de Midi-Pyrénées crée le Prix Claude-Nougaro afin d’encourager les talents créatifs des jeunes de la région (15/25 ans). Depuis 2007, le PJE a assuré chaque année la présélection des œuvres dans la catégorie « écriture de fiction ».
2011 – Le PJE décide de réorganiser son calendrier annuel afin de faire coïncider sa remise des prix avec le Salon du livre de Paris.
La remise des prix annuelle a désormais lieu la dernière semaine de mars (proclamation du palmarès au Salon du Livre puis cérémonie officielle de remise du prix au théâtre municipal de Muret). Elle donne lieu chaque année à une douzaine de rencontres des écrivains du jury avec les élèves des lycées et collèges, et le public des médiathèques de la région.
2012 – Alain Absire devient président du jury.
2015 – Le Prix du Jeune Écrivain fête ses 30 ans et est reconnu d'utilité publique.
80 écrivains et personnalités du monde de la littérature signent l’appel en faveur du PJE.
4 comédiens – Thierry Hancisse, Coraly Zahonero, Françoise Gillard, Michel Vuillermoz – de la Comédie-Française célèbrent la fête du Trentenaire par des lectures de textes de lauréats et d’écrivains du jury au Théâtre du Vieux-Colombier.
2016. Marc Sebbah, fondateur et président du prix pendant 32 ans quitte ses fonctions en juillet 2016.
Dominique Barthe Coll vice-présidente devient présidente par intérim avant d'être officiellement élue présidente
Le Prix du Jeune Écrivain a été reconnu, par décret en date du 20 mai 2015 publié au Journal officiel du 22 mai, comme établissement d’utilité publique, et ses statuts approuvés par le même décret.
2021 –  Didier Kimmoun devient président du Prix du Jeune Écrivain.
2022 –  Annick Latil-Douglas devient présidente du Prix du Jeune Écrivain.
En 40 ans, le Prix du Jeune Écrivain :
- a reçu plus de 30 000 manuscrits en provenance de 104 pays ;
- a réuni dans ses jurys successifs 130 écrivains ;
- a publié plus de 410 lauréats dans 40 recueils ;
- a révélé plus de 130 jeunes auteurs, qui ont poursuivi depuis leur chemin d’écriture. Nombre d’entre eux ont obtenu des prix littéraires renommés[9], le PJE pouvant ainsi prétendre au titre de « cueilleur d’étincelles » selon l’expression de Tristan Corbière.

## Les particularités du Prix du Jeune Écrivain de langue française

### Un jury international pour un prix international
Dès sa création en 1984, le Prix du Jeune Écrivain s’est adressé à tous les jeunes francophones, français ou non-français, et dès les premières années, il a récompensé de jeunes auteurs étrangers. Mais ce n’est qu’en 1997 que le prix atteint sa dimension internationale. Aujourd’hui, le palmarès compte autant de lauréats étrangers que de lauréats français.
Quant au jury, il réunit chaque année des nouvellistes, des romanciers, ou des poètes de renom, venus d’horizons divers. La parité y est respectée.
Depuis 36 ans, le Prix du Jeune Écrivain a réuni, dans ses jurys successifs, plus de 130 écrivains et a accueilli entre autres Sylvie Germain, René Depestre, Tahar Ben Jelloun, Myriam Antaki, Alain Mabanckou, Erik Orsenna, Danièle Sallenave… 
Le jury du 40e Prix du Jeune Écrivain de Langue Française est présidé par Alain Absire et composé d’Alain Absire, Ingrid Astier, Hugo Boris, Éric Chacour, Georges-Olivier Châteaureynaud, Mercedes Deambrosis, Arthur Dreyfus, Dominique Fabre, Michel Lambert, Carole Martinez, Bernard Quiriny, Sami Tchak et Minh Tran Huy.

### Les comités de lecture et les fiches de lecture
Chaque année, de France et de l’étranger, arrivent au PJE plus de 600 textes. Ces textes enregistrés et mis sous anonymat font l’objet d’un double circuit de lecture.
- le circuit externe composé d'une centaine de lecteurs bénévoles. Chacun de ces bénévoles reçoit une vingtaine de manuscrits anonymisés. La tâche de ces lecteurs n’est pas seulement de formuler une appréciation sur chacun des manuscrits qui lui sont confiés, elle est aussi de rédiger, pour une partie d’entre eux, une fiche de lecture qui sera envoyée aux candidats qui auront passé un certain niveau de sélection (environ 140). Le but est de les encourager à poursuivre leur travail d'écriture.
- le circuit interne, composé d’une trentaine de lecteurs bénévoles expérimentés réunis par l’association. Ils établissent la liste de la trentaine de textes finalistes qui seront remis au jury d'écrivains.

### Le parrainage et l'édition des textes
À l’issue des délibérations du jury en septembre, l’écrivain membre du jury qui a particulièrement aimé une nouvelle devient le « parrain » de son jeune auteur afin de lui prodiguer des conseils et de lui suggérer des adaptations et amendements en vue de l’édition. 
Contrairement à la plupart des prix littéraires, le PJELF ne récompense pas une œuvre publiée mais des manuscrits inédits (environ 12 chaque année). Ainsi l’édition devient-elle pour les jeunes lauréats le premier et le plus important des cadeaux. Les recueils réunissant les textes primés ont été publiés successivement par Le Monde Éditions à partir de 1989, le Mercure de France à partir de 1998, les éditions Buchet/Chastel à partir de 2007, Robert-Laffont depuis 2025. La parution a lieu au mois de mars.

## Liste des lauréats

### Années 1980
- 1984 : Vincent Agrech (Prix du Très Jeune Écrivain)
- 1985 : Marie Oriol (PJE), Vincent Agrech (Prix du Très Jeune Écrivain)
- 1986 : Marie-Agnès Vermande-Lherm (PJE), Vincent Agrech (Prix spécial du Jury)
- 1987 : Vincent Cuvellier (PJE), Alexis Paucot (Prix du Très Jeune Écrivain)
- 1988 : Marie Darrieussecq
- 1989 : Laurence Jordy (PJE), Geneviève Pirotte (PJEF,  Belgique)

### Années 1990
- 1990 : Laurence Garcia (PJE), Bianca Kote (PJEF,  Québec)
- 1991 : Dominique Mainard
- 1992 : Xiaoyi Yuan ( Chine)
- 1993 : Antoine Bello ex æquo avec Ariane Martinez ( Royaume-Uni)
- 1994 : Adeline Aragon
- 1995 : Olivier Chartrain
- 1996 : Frédéric Rotolo
- 1997 : Magali Sugy
- 1998 : Frédéric Ortuno
- 1999 : Jinjia Li (PJEF,  Chine)

### Années 2000
- 2000 : Jocelyn Bonnerave (PJE), Piotr Smialek (PJEF,  Pologne)
- 2001 : Ilf Eddine Bencheikh (PJE), Andonirina Rakotonarivo (PJEF,  Madagascar)
- 2002 : Séverine Beau (PJE), Yasmina Traboulsi (PJEF,  Brésil)
- 2003 : Hugo Boris (PJE), Alexandre Boldrini (PJEF,  Italie)
- 2004 : Pierre Buty (PJE), Nazim Mostefaï (PJEF,  Algérie)
- 2005 : Marine Schwab (PJE), Mireille Gagné ( Canada)
- 2006 : Jean-Baptiste Garcia alias Jean-Baptiste Del Amo (PJE)
- 2007 : Valérie Cachard[12], Charles Tenguene Gomtsou (PJEF,  Cameroun), Marvin Victor[13]
- 2008 : Clément Sarrazanas (PJE), Eric Vignola (PJEF,  Canada)[14]
- 2009 : Arthur Dreyfus (PJE), Florian Ngimbis (PJEF,  Cameroun)

### Années 2010
- 2010 : Guy Chevalley ( Suisse)
- 2011 : Bruno Pellegrino ( Suisse)
- 2012 : Noémie Schaub ( Suisse)
- 2013 : Miguel Bonnefoy ( Venezuela)
- 2014 : Erika Szewski ( Suisse)
- 2015 : Kiev Renaud ( Québec)
- 2016 : Alex Noël ( Canada)
- 2017 : Anna-Livia Marchionni ( France)
- 2018 : Alexandra Troubé ( France)
- 2019 : Antoine Charbonneau-Demers ( Québec)

### Années 2020
- 2020 : Victor Comte ( Suisse)
- 2021 : Marilou Rytz ( Suisse)
- 2022 : Gaëtan Maran ( France)
- 2023: Aqiil Gopee ( Maurice)[15]
- 2024 : Marie Lucas ( Suisse)
- 2025 : Baptiste Louveau ( France)

## Coup de coeur des jeunes lecteurs

### Présentation et histoire
Le Coup de cœur des jeunes lecteurs est décerné par les élèves de lycées à une nouvelle figurant au palmarès du PJE. Sous la responsabilité d’un·e professeur·e ou d’un·e documentaliste, les lycéens doivent choisir, après un travail de lecture, d’analyse et d’argumentation de leur choix, le texte qu’ils préfèrent parmi les 12 textes lauréats. Le cycle de lectures se déroule entre la mi-octobre et la mi-mars.
Né en 2006 au Lycée Pierre d’Aragon de Muret, le Coup de cœur des jeunes lecteurs  est désormais développé à l’échelle nationale et internationale. 

### Liste des lauréats du Coup de coeur des jeunes lecteurs[17]
- 2021 : Adéliane Sauvageau ( Canada)
- 2022 : Erica Jomphe ( Canada)
- 2023 : Jean-Bernard Montel ( France)
- 2024 : Marie-Sarah Messier ( France)
- 2025 : Maë Defix ( France)